# Malabia - Osvaldo Pugliese
Malabia - Osvaldo Pugliese è una stazione della linea B della metropolitana di Buenos Aires. È situata sotto l'incrocio tra avenida Corrientes e calle Malabia, nel barrio di Villa Crespo.

## Storia
La stazione venne inaugurata il 17 ottobre 1930, con il primo tratto della linea compreso tra Lacroze e Callao.
Chiamata originariamente Canning per via della vicina avenida Canning. Quando questa arteria cambiò il nome in Scalabrini Ortíz la fermata mutò il nome in Malabia, dal nome della strada soprastante. Nel 2009 fu aggiunta anche l'intitolazione al musicista Osvaldo Pugliese.

## Interscambi
Nelle vicinanze della stazione effettuano fermata diverse linee di autobus urbani ed interurbani.
- Fermata autobus

## Servizi
La stazione dispone di:
- Biglietteria a sportello
- Biglietteria automatica